# Angervilliers
Angervilliers är en kommun i departementet Essonne i regionen Île-de-France i norra Frankrike. Kommunen ligger i kantonen Saint-Chéron som tillhör arrondissementet Étampes. År 2022 hade Angervilliers 1 720 invånare.

## Befolkningsutveckling
Antalet invånare i kommunen Angervilliers
| Referens: INSEE |